# Smedjebackens landsfiskalsdistrikt
Smedjebackens landsfiskalsdistrikt var 1941–1964 ett landsfiskalsdistrikt i Kopparbergs län, bildat när Sveriges nya indelning i landsfiskalsdistrikt trädde i kraft den 1 oktober 1941, enligt kungörelsen den 28 juni 1941. Detta distrikt bildades genom sammanslagning av Norrbärke landsfiskalsdistrikt och Söderbärke landsfiskalsdistrikt som hade bildats den 1 januari 1918 när Sveriges första indelning i landsfiskalsdistrikt trädde i kraft. Den 1 januari 1965 avskaffades i Sverige samtliga landsfiskaler och landsfiskalsdistrikt, och deras arbetsuppgifter delades upp på de nyskapade indelningarna polisdistrikt, åklagardistrikt och kronofogdedistrikt.
Landsfiskalsdistriktet låg under länsstyrelsen i Kopparbergs län.

## Ingående områden
1 januari 1951 upphörde Smedjebackens köping att själv sköta utsökningsväsendet, och tillhörde från samma datum landsfiskalsdistriktet i alla hänseenden. När Sveriges nya indelning i landsfiskalsdistrikt trädde i kraft den 1 januari 1952 (enligt kungörelsen 1 juni 1951) ändrades inte distriktets omfattning, men kommunen Malingsbo inkorporerades samtidigt genom kommunreformen 1952 i Söderbärke landskommun.

### Från 1 oktober 1941
- Malingsbo landskommun
- Norrbärke landskommun
- Smedjebackens köping (endast i polis- och åklagarhänseende; köpingen skötte själv utsökningsväsendet till och med 1950.)
- Söderbärke landskommun

### Från 1 januari 1952
- Norrbärke landskommun
- Smedjebackens köping
- Söderbärke landskommun